# Anthia maxillosa
Anthia maxillosa es una especie de escarabajo del género Anthia, familia Carabidae. Fue descrita científicamente por Fabricius en 1781.

## Distribución geográfica
Habita en Mozambique y Sudáfrica.